# Adolphus H. Tanner
Adolphus Hitchcock Tanner (* 23. Mai 1833 in Granville, New York; † 14. Januar 1882 in Whitehall, New York) war ein US-amerikanischer Offizier, Jurist und Politiker. Zwischen 1869 und 1871 vertrat er den Bundesstaat New York im US-Repräsentantenhaus.

## Werdegang
Adolphus Hitchcock Tanner schloss seine Vorstudien ab. Er studierte Jura. Seine Zulassung als Anwalt erhielt er 1854 und begann dann in Whitehall im Washington County zu praktizieren. Während des Bürgerkrieges trat er 1862 als Captain in die Unionsarmee ein. Er erhielt ein Offizierspatent zum Lieutenant Colonel im 123. Regiment der New York Volunteer Infanterie und diente dort bis zum Ende des Krieges.
Politisch gehörte er der Republikanischen Partei an. Bei en Kongresswahlen des Jahres 1868 für den 41. Kongress wurde Tanner im 15. Wahlbezirk von New York in das US-Repräsentantenhaus in Washington, D.C. gewählt, wo er am 4. März 1869 die Nachfolge von John Augustus Griswold antrat. Er schied nach dem 3. März 1871 aus dem Kongress aus.
Nach seiner Kongresszeit ging er in Whitehall wieder seiner Tätigkeit als Anwalt nach. Am 14. Januar 1882 verstarb er dort und wurde dann auf dem Evergreen Cemetery in Salem beigesetzt.